# 荆州 (古代)
荊州，中國東漢末至唐朝時的州，前身為監察區荊州刺史部。早期幅员广袤，包括今天湖北、湖南二省的大部以及鄰省的小部，後分置湘州等州，隋朝以後轄境僅限於今湖北省荊州市一帶。

## 沿革

### 漢朝
西漢武帝元封五年（公元前106年），全國除中央之外的地域分為13個州刺史部，其中荊州的轄域相當廣，大體來說以北為現今河南省南陽市一帶往南延伸至兩湖（湖北、湖南）全境內。但是此时的州刺史部只是監察區，無治所，非真正意義上的行政區。
東漢漢靈帝中平五年（188年）后，州成為正式的一級行政區域，依據後漢書記載，荊州轄有南陽（河南西南）、南郡（湖北西部）、江夏（湖北東部）、長沙（湖南東北）、桂陽（湖南東南）、武陵（湖南西北）、零陵（湖南西南）七郡。州治所一直到東漢漢獻帝時劉表領荊州牧以前都在漢壽县（武陵郡轄，今常德市汉寿县），後因荊南地區黃巾賊餘孽尚未退去才將治所移到當時已經相當繁榮的襄陽城（今湖北襄陽市）。
汉献帝建安十三年（208年）赤壁之战后，原先短暂领有荆州的曹操只保住荆州北部南阳郡、江夏郡，而中南部被孙刘联軍佔据。之后曹操从南阳郡中分出襄阳郡、南乡郡，而孫權和劉備又經過一番征戰和協商之下，荆州成为三分割据的局面：南郡、零陵、武陵归刘备，江夏、桂阳、长沙归孙权，南阳、襄阳、南乡归曹操。一般认为这阶段三家各占三郡的局面是“荆襄九郡”一词的来源。
建安二十四年（219年），荆州牧刘备的守将關羽被孫權、曹操联军击败，随后夷陵之戰（221年至222年）劉備又敗於孫權勢力。此後蜀漢再無力奪回原有荊州轄權，荊州成为由曹魏與孫吳兩家分領的局面，分治南阳郡新野縣（今河南省新野縣）與南郡江陵縣（今湖北省荊州市江陵區）。

### 三國
曹魏初，荊州領六郡：南陽郡、襄陽郡、南鄉郡、章陵郡、江夏郡（江北）、新城郡。黃初二年（221年），佔領蜀漢益州之西城郡，改為魏興郡，屬荊州。黃初三年（222年），分南陽郡置義陽郡，併章陵郡入義陽國。太和二年（228年），分新城郡置上庸郡、錫郡。太和四年（230年），省上庸郡。景初元年（237年），分魏興郡復置上庸郡，錫郡併入上庸郡。後又省上庸郡。正始元年（240年），義陽郡併入南陽郡。甘露四年（259年），分新城郡復置上庸郡。至此，荊州領七郡：南陽郡、襄陽郡、南鄉郡、江夏郡（江北）、新城郡、魏興郡、上庸郡。
孫吳初，荊州領七郡：南郡、宜都郡、江夏郡（江南）、武陵郡、長沙郡、零陵郡、桂陽郡。黃武五年（226年），分廣州蒼梧郡置臨賀郡，屬荊州。太平二年（257年），分長沙郡置湘東郡、衡陽郡。永安三年（260年），分宜都郡置建平郡。永安六年（263年），分武陵郡置天門郡。甘露元年（265年），分零陵郡置始安郡，分桂陽郡置始興郡。寶鼎元年（266年），分零陵郡置昭陵郡。至此，荊州領十五郡：南郡、宜都郡、建平郡、江夏郡（江南）、武陵郡、天門郡、長沙郡、湘東郡、衡陽郡、零陵郡、昭陵郡、始安郡、桂陽郡、始興郡、臨賀郡。

### 晉朝
西晉泰始元年（265年），分南陽郡復置義陽國。太康元年（280年）平吳後，得其荊州十五郡，分南郡置南平郡，改昭陵郡為邵陵郡，改江夏郡（江南）為武昌郡，併梁州建平郡入吳之建平郡，割始興、臨賀、始安三郡屬廣州，割揚州安成郡屬荊州。至此，荊州治南郡江陵縣，領二十郡二國：南郡、江夏郡、襄陽郡、南陽國、南鄉郡、義陽國、新城郡、魏興郡、上庸郡、建平郡、宜都郡、南平郡、武陵郡、天門郡、長沙郡、衡陽郡、桂陽郡、零陵郡、湘東郡、邵陵郡、武昌郡、安成郡。
太康九年（288年），分義陽國置隋國。太康十年（289年），改南鄉郡為順陽國。元康元年（291年），割桂陽、武昌、安成三郡屬江州。元康六年（296年），割新城、魏興、上庸三郡屬梁州。元康九年（299年），分江夏郡置竟陵郡，分長沙郡置建昌郡。永寧二年（302年），分義陽郡置新野國。永嘉元年（307年），割長沙、衡陽、湘東、邵陵、零陵、建昌六郡屬湘州。至此，荊州領五郡九國：南郡、江夏國、竟陵國、襄陽國、南陽國、新野國、順陽國、義陽郡、隋國、建平郡、宜都國、南平郡、武陵國、天門郡。
東晉初，僑置新興郡。咸和四年（329年），廢湘州，其所領長沙、衡陽、湘東、邵陵、零陵、建昌、桂陽七郡改屬荊州；廣州始興、臨賀、始安三郡還屬荊州。咸康元年（335年），建昌郡併入長沙郡。咸康三年（337年），僑置河東郡。後分零陵郡置營陽郡。永和三年（347年），割益州巴東郡屬荊州。隆安五年（401年），分南郡置武寧郡。义熙八年（412年），分荊州長沙、衡陽、桂陽、零陵、營陽、湘東、邵陵、始興、臨賀、始安十郡復置湘州。義熙十二年（416年），湘州十郡併入荊州。又僑置南義陽、北義陽、長寧三郡。至此，荊州領三十郡一國：南郡、江夏郡、竟陵郡、襄陽郡、南陽郡、新野郡、順陽郡、義陽郡、隋郡、建平郡、武寧郡、宜都郡、巴東郡、南平郡、武陵國、天門郡、長沙郡、衡陽郡、桂陽郡、零陵郡、營陽郡、湘東郡、邵陵郡、始興郡、臨賀郡、始安郡、新興郡、河東郡、南義陽郡、北義陽郡、長寧郡。

### 南朝
南朝宋永初三年（422年），分荊州十郡復置湘州。元嘉八年（431年），湘州十郡併入荊州。元嘉十一年（434年），梁州汶陽郡改屬荊州。元嘉十六年（439年），分荊州十郡復置湘州。元嘉二十六年（449年），割襄陽、南陽、新野、順陽四郡屬僑置的雍州，雍州遂成為實土州。元嘉二十九年（452年），湘州長沙、衡陽、桂陽、零陵、營陽、湘東、邵陵、始興、臨賀、始安、巴陵十一郡併入荊州。元嘉三十年（453年），分荊州十一郡復置湘州。孝建元年（454年），割江夏、竟陵、隋、武陵、天門五郡屬郢州。大明三年（459年），割義陽郡屬南豫州。泰始中，改長寧郡為永寧郡。泰始三年（467年），天門郡還屬荊州。至此，荊州領十二郡：南郡、南平郡、天門郡、宜都郡、巴東郡、汶陽郡、建平郡、武寧郡、新興郡、河東郡、南義陽郡、永寧郡。
南朝齊建元二年（480年），割巴東、建平二郡屬巴州。永明元年（483年），廢巴州，巴東、建平二郡還屬荊州。南朝梁時，割巴東、建平二郡屬益州，割宜都郡置宜州。承聖三年（554年），荊州陷於西魏。西魏以武寧、永寧二郡置鄀州。
後梁大定元年（555年），得西魏所賜荊州南郡、天門、新興、河東、義陽五郡。後置監利郡。大定五年（559年），佔領王琳所據南平郡。大定六年（560年），南平、天門、義陽三郡陷於南陳，屬武州。天保六年（567年），河東郡陷於南陳，屬南荊州。至此，荊州領三郡：南郡、新興郡、監利郡。
南朝陳光大二年（568年），分南荊州南平、河東二郡，武州天門、義陽二郡復置荊州，治南平郡公安縣（今湖北省公安縣西北）。

### 十六國北朝
後趙太和元年（328年），佔領東晉荊州之南陽郡，仍置荊州，治南陽郡宛縣（今河南省南陽市宛城區）。太和二年（329年），佔領前趙豫州之順陽郡，屬荊州。建平元年（330年），佔領東晉新野郡。建平三年（332年），新野郡陷於東晉。建武元年（335年），割司州上洛郡屬荊州。建武四年（338年），南陽、順陽二郡陷於東晉，荊州徙治上洛郡上洛縣（今陝西省商洛市商州區）。冉魏永興二年（351年），上洛郡陷於東晉。
前燕建熙六年（365年），佔領東晉荊州南陽郡魯陽縣，仍置荊州，治魯陽（今河南省魯山縣）。建熙七年（366年），佔領南陽郡全境，荊州徙治宛縣。建熙八年（367年），上年所佔諸縣失陷，荊州還治魯陽。
前秦皇始三年（353年），佔領東晉上洛郡，仍置荊州，治上洛郡豐陽縣（今陝西省山陽縣）。建元十二年（376年），佔領東晉順陽郡南鄉縣。建元十四年（378年），佔領東晉南陽郡。建元十五年（379年），佔領東晉襄陽、順陽、新野、魏興、上庸、新城六郡，荊州徙治襄陽郡襄陽縣（今湖北省襄陽市襄城區）。建元十六年（380年），割上洛郡屬洛州。至此，荊州領七郡：襄陽郡、南陽郡、順陽郡、新野郡、魏興郡、上庸郡、新城郡。建元二十年（384年），荊州陷於東晉。
後秦弘始五年（403年），佔領東晉荊州之南鄉郡、南陽郡、順陽郡、新野郡，仍置荊州。弘始七年（405年），歸還荊州諸郡。
北魏太延五年（439年），佔領南朝宋梁州之上洛郡，仍置荊州，治上洛；分上洛郡置魏興郡。皇興四年（470年），分上洛郡置東上洛郡。至此，荊州領三郡：上洛郡、魏興郡、東上洛郡。太和十八年（494年），改荊州為洛州，魯陽鎮為荊州，治南陽郡魯陽縣（今河南省魯山縣）。太和二十二年（498年），荊州徙治新野郡穰縣（今河南省鄧州市）。至北魏末，荊州領八郡：南陽郡、順陽郡、新野郡、東恆農郡、漢廣郡、襄城郡、北淯郡、恆農郡。
西魏時，分荊州北淯郡置蒙州，省恆農郡，改東恆農郡為武關郡，改漢廣郡為黃岡郡。北周時，併黃岡郡入新野郡。至此，荊州領四郡：南陽郡、順陽郡、新野郡、武關郡。

### 隋朝
| 隋代行政区划变遷 | 隋代行政区划变遷                                                      | 隋代行政区划变遷                                                      | 隋代行政区划变遷                                                      | 隋代行政区划变遷                                                      | 隋代行政区划变遷                                                      | 隋代行政区划变遷                                                      | 隋代行政区划变遷                                                      | 隋代行政区划变遷                                                      | 隋代行政区划变遷                                                      | 隋代行政区划变遷                                                      |
| 区划             | 開皇元年                                                              | 開皇元年                                                              | 開皇元年                                                              | 開皇元年                                                              | 開皇元年                                                              | 開皇元年                                                              | 開皇元年                                                              | 開皇元年                                                              | 開皇元年                                                              | 開皇元年                                                              |
| ---------------- | --------------------------------------------------------------------- | --------------------------------------------------------------------- | --------------------------------------------------------------------- | --------------------------------------------------------------------- | --------------------------------------------------------------------- | --------------------------------------------------------------------- | --------------------------------------------------------------------- | --------------------------------------------------------------------- | --------------------------------------------------------------------- | --------------------------------------------------------------------- |
| 州               | 荊州                                                                  | 荊州                                                                  | 荊州                                                                  | 南荊州                                                                | 南荊州                                                                | 南荊州                                                                | 平州                                                                  | 平州                                                                  | 鄀州                                                                  | 鄀州                                                                  |
| 郡               | 南郡                                                                  | 新興郡                                                                | 監利郡                                                                | 南平郡                                                                | 河東郡                                                                | 宜都郡                                                                | 漳川郡                                                                | 遠安郡                                                                | 永寧郡                                                                | 武寧郡                                                                |
| 县               | 江陵县 枝江县                                                         | 广牧县 安興县 定襄县                                                  | 紫陵县 雲泽县                                                         | 公安县 孱陵县 永安县                                                  | 松滋县 聞喜县 譙县                                                    | 宜昌县 宜都县 归化县 受陵县 佷山县                                    | 当陽县 安居县                                                         | -                                                                     | 長寧县                                                                | 長林县                                                                |
| 区划             | 大業3年                                                               | 大業3年                                                               | 大業3年                                                               | 大業3年                                                               | 大業3年                                                               | 大業3年                                                               | 大業3年                                                               | 大業3年                                                               | 大業3年                                                               | 大業3年                                                               |
| 郡               | 南郡                                                                  | 南郡                                                                  | 南郡                                                                  | 南郡                                                                  | 南郡                                                                  | 南郡                                                                  | 南郡                                                                  | 南郡                                                                  | 南郡                                                                  | 南郡                                                                  |
| 县               | 江陵县 枝江县 安興县 紫陵县 公安县 松滋县 宜都县 長楊县 当陽县 長林县 | 江陵县 枝江县 安興县 紫陵县 公安县 松滋县 宜都县 長楊县 当陽县 長林县 | 江陵县 枝江县 安興县 紫陵县 公安县 松滋县 宜都县 長楊县 当陽县 長林县 | 江陵县 枝江县 安興县 紫陵县 公安县 松滋县 宜都县 長楊县 当陽县 長林县 | 江陵县 枝江县 安興县 紫陵县 公安县 松滋县 宜都县 長楊县 当陽县 長林县 | 江陵县 枝江县 安興县 紫陵县 公安县 松滋县 宜都县 長楊县 当陽县 長林县 | 江陵县 枝江县 安興县 紫陵县 公安县 松滋县 宜都县 長楊县 当陽县 長林县 | 江陵县 枝江县 安興县 紫陵县 公安县 松滋县 宜都县 長楊县 当陽县 長林县 | 江陵县 枝江县 安興县 紫陵县 公安县 松滋县 宜都县 長楊县 当陽县 長林县 | 江陵县 枝江县 安興县 紫陵县 公安县 松滋县 宜都县 長楊县 当陽县 長林县 |

隋朝開皇三年（583年）廢郡，荊州四郡領縣直屬於州。至此，荊州領八縣：穰、新野、南陽、課陽、新城、冠軍、菊潭、順陽。
開皇七年（587年）廢除藩國後梁後廢郡，荊州三郡領縣直屬於州，故監利郡所領監利縣改屬復州；改本土荊州為鄧州。至此，荊州治江陵，領七縣：江陵、枝江、廣牧、安興、定襄、紫陵、雲澤。
開皇九年（589年）滅陳後廢郡，以其荊州南平郡公安縣（孱陵、永安二縣併入）、河東郡松滋縣（聞喜、譙二縣併入）併入本土荊州；廢玉州，以其所領當陽、安居二縣屬荊州。至此，荊州領十一縣：江陵、枝江、廣牧、安興、定襄、紫陵、雲澤、公安、松滋、當陽、安居。
開皇十一年（591年），安興縣併入廣牧縣，松州宜昌縣改屬荊州。開皇十七年（597年），廢睦州，以其所領長楊縣屬荊州。開皇十八年（598年），改安居縣為昭丘縣。仁壽元年（601年），改廣牧縣為安興縣。大業二年（606年），定襄縣併入安興縣，雲澤縣併入紫陵縣；改昭丘縣為荊臺縣，不久又併入當陽縣；廢鄀州，以其所領長林縣屬荊州。至此，荊州領十縣：江陵、枝江、安興、紫陵、公安、松滋、當陽、宜昌、長楊、長林。大業三年（607年），改荊州為南郡。
後梁鳴鳳二年（618年），改南郡為荊州。

### 唐朝
唐朝武德二年（619年），佔領荊州宜昌、長楊二縣，改屬江州。武德四年（621年），佔領荊州；分巴州華容縣置石首縣，屬荊州；割長林縣屬基州，當陽縣屬平州；併紫陵縣入江陵縣。武德七年（624年），廢基州，長林縣還屬荊州。武德八年（625年），廢玉州，當陽縣還屬荊州。貞觀元年（627年），廢郢州，其所領章山縣改屬荊州。貞觀八年（634年），章山縣併入長林縣。貞觀十七年（643年），安興縣併入江陵縣。至此，荊州領七縣：江陵、枝江、公安、松滋、當陽、長林、石首。
天寶元年（742年），改荊州為江陵郡。乾元元年（758年），復江陵郡為荊州。上元元年（760年），升荊州為江陵府。

## 長官
西漢荊州刺史
東漢荊州刺史（170年代？－190年）
- 徐璆[9]

- 王叡（186年？－190年）
- 劉表（190年－192年）

東漢荊州牧（192年－221年）
- 劉表（192年－208年）[10]
- 劉備（208年－221年）[11]
- 孫權（219年－220年）[12]

東漢荊州刺史（208年－220年）
- 劉琦（208年）[11]
- 李立（208年－？）[13]
- 傅群[14]
- 胡脩（？－219年）[15]

孫吳荊州牧（222年－280年）
- 陸遜（222年－245年）[16]230年至239年，潘濬管理荆州事务。
- 諸葛恪（252年－253年）[17]
- 孫綝（258年）[18]
- 陸凱（264年－266年）[19]
- 陸抗（273年－274年）[16]
- 陶濬（279年－280年）[20]

曹魏荊州刺史（220年－222年）
- 夏侯尚（220年－222年）[21]

曹魏荊州牧（220年－225年）
- 孫權（220年－222年）[12]
- 夏侯尚（222年－225年）[21]

曹魏荊州刺史（225年－265年）
- 裴潛（225年－？）[22]
- 毌丘儉（？－235年）[23]
- 胡質（237年前－241年後）[24][25]
- 孫禮（正始中）[26]
- 夏侯威[21]
- 李勝（未就任，248年－249年）[21]
- 王基（249年－255年）[25]
- 魯芝（255年－258年）[27]
- 郭統[28]
- 胡烈（264年－265年）[20]

附：曹魏都督荊州诸军事
- 曹仁（220年－223年）
- 蔣濟（223年始任）
- 司馬懿（227年－231年）
- 王昶（245年－259年）
- 州泰（259年－261年，都督襄阳）
- 王基（259年－261年，都督新野）
- 鍾毓（261年－263年，都督襄阳）
- 陳騫（261年－265年，都督新野）
- 王沈（263年－265年，都督江北）

附：西晋都督荊州诸军事
- 陈骞（265年－269年）
- 羊祜（269年－278年）
- 杜预（278年－284年）
- 胡奋（284年）
- 杨济（285年－289年）
- 司马瑋（289年－291年）
- 胡罴（292年－294年）
- 孙旂（299年－301年）
- 司马歆（301年－303年）
- 刘弘（303年－306年）
- 司马略（307年－309年）
- 山简（309年－312年）
- 第五猗（313年－316年）
- 王敦（314年－316年）

附：晋朝都督沔北诸军事
- 卢钦（265年－270年）
- 司马整（270年）
- 司马晃（271年－273年）
- 华廙（273年－275年）
- 司马辅（276年－277年）
- 胡奋（277年－284年）
- 司马略（298年－300年）
- 孟观（301年）
- 羊伊（302年－303年）
- 司马释（303年－305年）
- 刘陶（306年－307年）
- 杜蕤（310年－312年）
- 荀崧（313年－316年）
- 魏该（317年－320年）
- 杨朗（东晋初）
- 任愔（322年）
- 周抚（323年－324年）
- 魏该（325年－328年）
- 周抚（329年－330年）
- 桓宣（331年－341年）
- 李阳（约晋成帝时）
- 庾方之（344年）
- 刘惔（345年－346年）
- 袁乔（347年）
- 桓冲（351年－360年）
- 桓豁（361年－365年）
- 毛穆之（371年－376年）

晉朝荊州刺史（265年－322年）
- 胡烈（265年－269年）
- 楊肇（269年－272年）[29]
- 王戎（273年－277年）[30]
- 宗廷（277年見任）[31]
- 郑崇（280年見任）
- 胡奋（282年見任）
- 孫旂（？－290年）[32]
- 石崇（291年－？）[33]
- 夏侯含（294年－296年）
- 劉彪（297年－299年）[34]
- 宋岱（？－303年）[35]
- 張奕（303年）
- 劉弘（303年－306年）[36]
- 王澄（306年－312年）[30]
- 周顗（312年－313年）[37]
- 陶侃（313年－315年）[36]
- 王廙（315年－318年）[38]
- 第五猗（317年）[39]
- 王敦（318年－322年）[40]

晉朝荊州牧（322年）
- 甘卓（322年）[41]

晉朝荊州刺史（322年－420年）
- 王廙（322年）
- 王含（322年－323年）
- 王舒（323年－325年）[40]
- 陶侃（325年－334年）[36]
- 庾亮（334年－340年）
- 庾翼（340年－345年）
- 庾爰之（行，345年）[42]
- 桓溫（345年－365年）
- 桓豁（365年－377年）[43]
- 桓沖（377年－384年）
- 桓石民（384年－389年）
- 王忱（389年－392年）
- 殷仲堪（392年－399年）[44]
- 桓玄（399年－402年）[45]
- 桓謙（402年）[46]
- 桓偉（402年－403年）
- 桓石康（403年－404年）[45]
- 王綏（404年）[47]
- 桓振（404年－405年）[46]
- 司馬休之（404年－405年）[48]
- 魏詠之（405年）[49]
- 劉道規（406年－412年）[50]
- 劉毅（412年）
- 司馬休之（412年－415年）
- 劉裕（415年）[51]
- 劉道鄰（415年－418年）[50]
- 劉義隆（418年－420年）

劉宋荊州刺史（420年－479年）
- 劉義隆（420年－424年）
- 謝晦（424年－426年）
- 劉義康（426年－429年）
- 劉義恭（429年－432年）
- 劉義慶（432年－439年）
- 劉義季（439年－444年）
- 劉義宣（444年－453年）
- 劉濬（未就任，453年）[52]
- 劉誕（453年）
- 劉義宣（453年－454年）
- 朱脩之（454年－462年）
- 劉子頊（462年－466年）[53]
- 劉休祐（466年－469年）
- 劉休若（469年－471年）
- 劉景素（471年－472年）
- 蔡興宗（472年）[54]
- 沈攸之（472年－478年）[55]
- 劉贊（477年－479年）
- 蕭嶷（479年）[56]

南齊荊州刺史（479年－500年）
- 蕭嶷（479年）
- 蕭映（479年）
- 蕭嶷（479年－480年）
- 蕭映（480年－483年）[57]
- 蕭子卿（483年－487年）
- 蕭子敬（487年－489年）
- 蕭子響（489年－490年）
- 蕭子隆（490年－494年）[58]
- 蕭昭秀（494年）[59]
- 蕭昭粲（494年）[60]
- 蕭遙欣（494年－499年）[61]
- 蕭寶融（499年－500年）

南齊荊州牧（500年－501年）
- 蕭寶融（500年－501年）

南齊荊州刺史（501年－502年）
- 蕭寶攸（501年）
- 蕭穎冑（行，501年）[62]
- 蕭寶寅（未就任，501年）[63]
- 蕭憺（501年－502年）

南梁荊州刺史（502年－554年）
- 蕭憺（502年－508年）
- 蕭秀（508年－512年）
- 蕭恢（512年－514年）
- 蕭綱（514年－515年）
- 蕭憺（515年－519年）
- 蕭恢（519年－526年）[64]
- 蕭繹（526年－539年）
- 蕭續（539年－547年）
- 蕭繹（547年－550年）[65]
- 蕭恪（550年－551年）[66]

後梁荊州刺史（555年－587年）
- 蔡大寶
- 王操（？－575年）
- 蕭巖
- 蕭瓛（？－587年）[67]

陳朝荊州刺史（568年－589年）
- 沈恪（未就任，568年）[68]
- 陸子隆（568年－570年）[69]
- 孫瑒（572年－577年）[70]
- 樊猛（577年－581年）[71]
- 樊毅（581年－585年）[72]
- 陳慧紀（585年－589年）[73]

隋朝荊州刺史（581年－607年）
- 姚太（583年－？）
- 元壽
- 史雲（荊州總管兼任）
- 李威（荊州總管兼任）
- 楊紀（荊州總管兼任，602年－603年）
- 張壽
- 李獎
- 孫闥
- 李顯[74]

唐朝荊州刺史（621年－742年，758年－760年）
- 李靖（檢校，621年）
- 李孝恭（荊州大總管兼任，622年－624年）
- 李瓌（荊州大都督兼任，624年－？）
- 劉瞻（荊州都督兼任，628年－631年）
- 武士彠（荊州都督兼任，631年－635年）
- 李元景（荊州都督兼任，636年－？）
- 宋绍（贞观年间）
- 李慎（荊州都督兼任，651年－653年）
- 李慎（荊州都督兼任，660年－？）
- 沈缉（唐高宗前期）
- 独孤卿云（662年）
- 杜君綽（荊州都督兼任）
- 纪及（唐高宗时）
- 陈弘（唐高宗时）
- 卢大道（唐高宗时）
- 李慎（荊州大都督兼任，682年）
- 张雄（武周初年）
- 沈成业（武周时）
- 李業（荊州大都督兼任，遙領，約711年－714年）
- 薛玉（713年）
- 刘知柔（713年）
- 任昭理（716年）
- 宋之逊（开元前期）
- 李璘（荊州大都督兼任，遙領，727年－？）[75]

唐朝荊州大都督府长史（实际负责州务，621年－742年，758年－760年）
- 杜隆（贞观年间）
- 裴怀节（贞观年间）
- 权文诞（贞观年间）
- 李纬（贞观年间）
- 王俨（贞观末年）
- 薛大鼎（653年—654年）
- 独孤腾云（唐高宗前期）
- 李安期（667年）
- 杜行敏（唐高宗时）
- 马吴陁（唐高宗时）
- 夏侯处信（唐高宗时）
- 苏良嗣（682年）
- 李晦（684年）
- 杜慎行（垂拱年间）
- 阳俭（武周初年）
- 崔神福（武周时）
- 杨元琰（圣历年间）
- 张柬之（圣历年间—700年）
- 司徒亨（武周时）
- 孙俊（武周末年，未任）
- 薛季昶（705年—706年）
- 姚崇（景龙年间）
- 元暕（景龙年间）
- 崔日知（711年）
- 崔日用（712年—713年）
- 阳峤（713年—714年）
- 张说（717年—718年）
- 卢逸（720年）
- 李元综（开元前期）
- 韦虚心（725年—726年）
- 杜暹（729年）
- 陆象先（730年）
- 桓臣范（开元年间）
- 韩朝宗（734年—736年）
- 宋鼎（736年—737年）
- 张九龄（737年—740年）
- 江陵郡太守
- 季广琛（758年）
- 张惟一（758年）
- 张镐（758年—759年）
- 杜鸿渐（759年）
- 魏仲犀（759年）
- 吕諲（760年—762年）[75]

## 延伸阅读
[在维基数据编辑]
 《晉書·卷015》，出自房玄齡《晉書》